# Tacloban

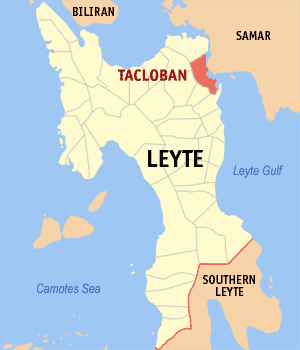
Tacloban Citys läge i Leyte

Tacloban City är en stad på ön Leyte i Filippinerna. Den är administrativ huvudort för provinsen Leyte samt regionen Östra Visayas och har 221 174 invånare (folkräkning 2010). Tacloban ligger vid Cancabato Bay som är en del av sundet San Juanico Strait som skiljer ön Leyte från ön Samar i norr.
Staden är indelad i 138 smådistrikt, barangayer, varav samtliga är klassificerade som tätortsdistrikt.
Tacloban City drabbades hårt av tyfonen Haiyan i november 2013, med över 1 000 döda och flertalet byggnader i staden skadade.